# ホレブ山

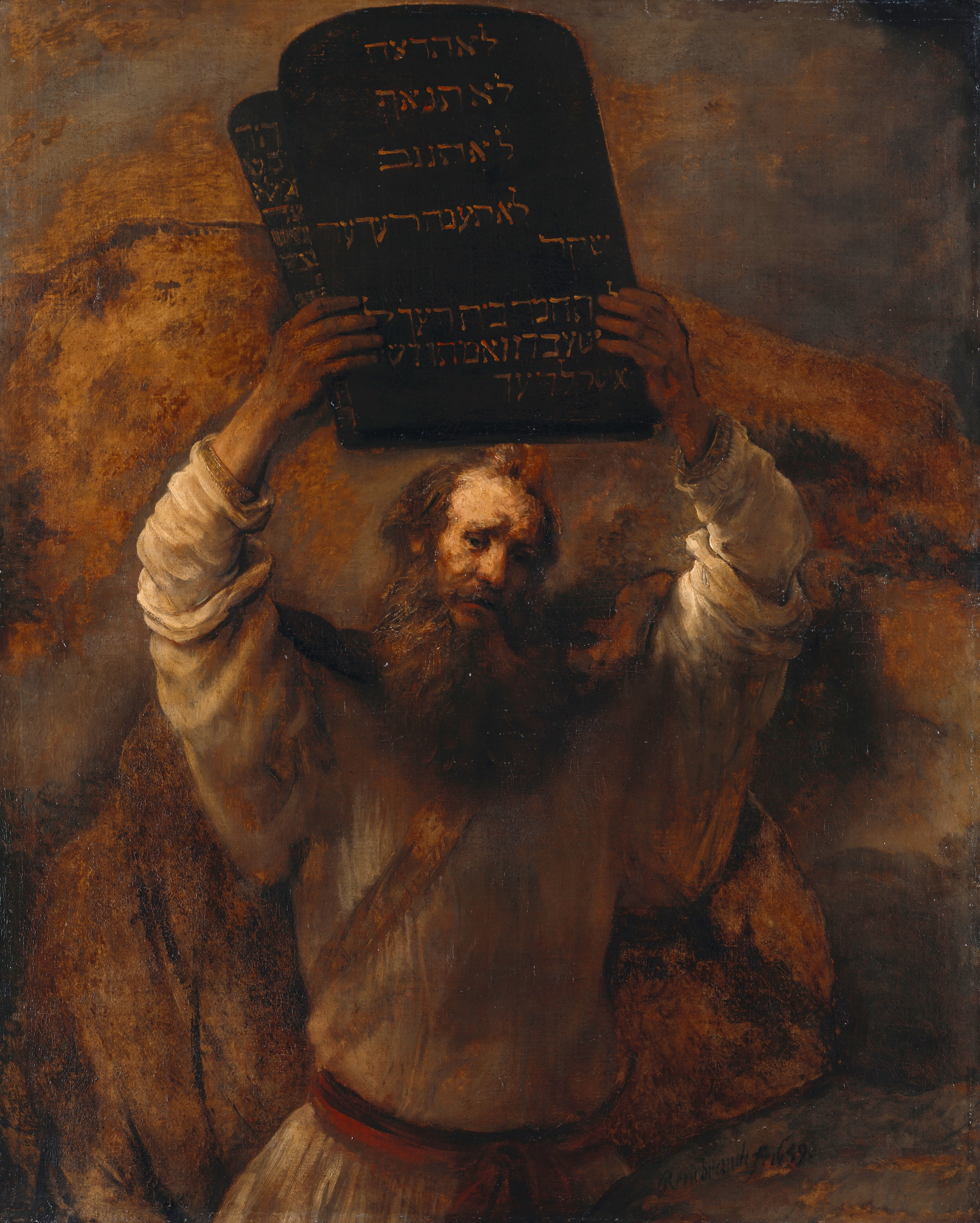
十戒が記された石版を持つモーセ。レンブラントの絵画『十戒の石板を破壊するモーセ』。1659年。ベルリン絵画館所蔵。

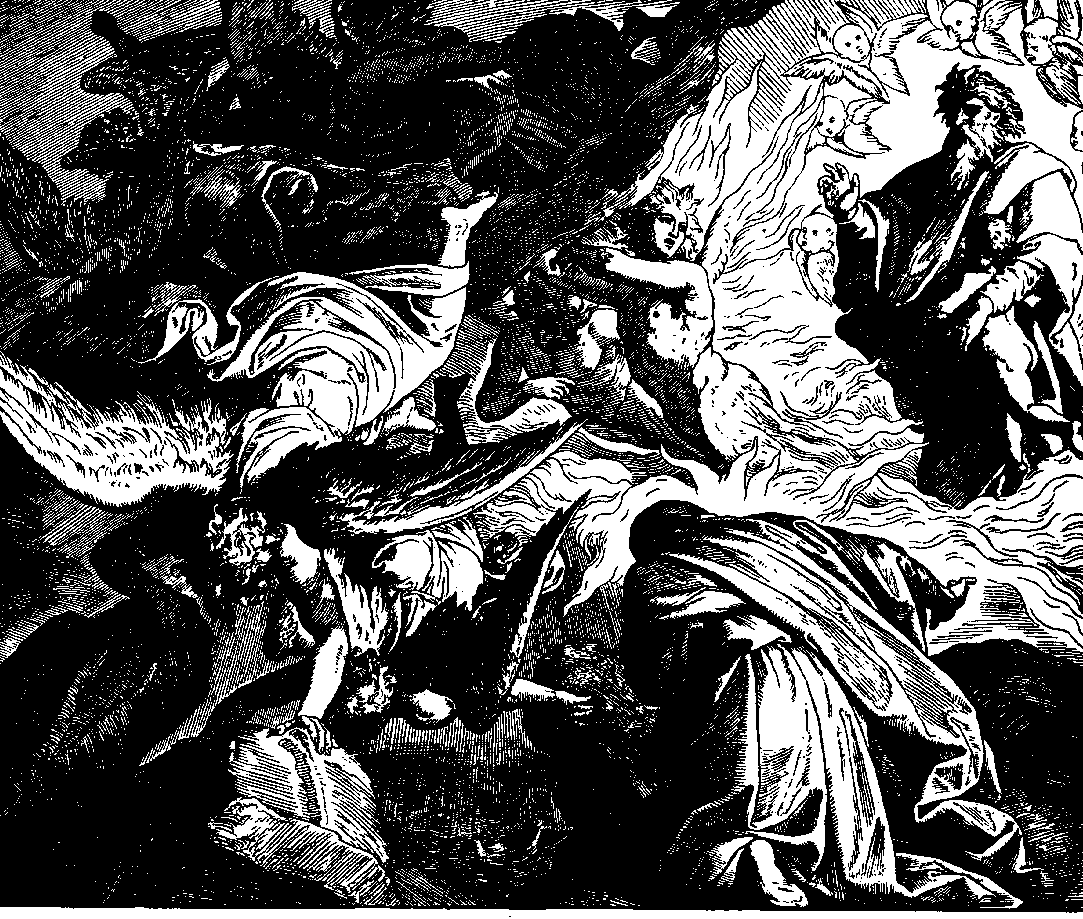
ヤハヴェがホレブ山でエリヤに現れる。フォン・カロルスフェルトの1860年の木版画。

ホレブ山（ホレブさん、ヘブライ語: הַר חֹרֵב Har Ḥōrēḇ、英語: Mount Sinai）は、ヘブライ語聖書の申命記によると、ヤハウェからモーセに十戒が与えられた山である。それは2か所（出エジプト記と列王記）で、「エロヒムの山」として説明されている。この山は「YHWHの山」とも呼ばれる。現在のエジプト・シナイ半島にあるジェベル・ムーサ（Jebel Musa、モーセの山、標高2,291m、北緯28度32分21秒 東経33度58分30秒 / 北緯28.5393度 東経33.9749度座標: 北緯28度32分21秒 東経33度58分30秒 / 北緯28.5393度 東経33.9749度）と考えられている。
聖書の他の箇所では、これらの出来事はシナイ山で起こったと記述されている。ほとんどの学者は、シナイ山とホレブ山が同じ場所の別の名前であると考えているが、それらが別の場所だった可能性があるという少数派の意見もある。
プロテスタントの宗教改革者ジャン・カルヴァンは、シナイ山とホレブ山は同じ山であると考え、山の東側をシナイ山、西側をホレブ山と呼んだ。アブラハム・イブン・エズラは、山は1つだけで、「2つの頂上があり、それぞれに異なる名前が付けられていた」といっている。地元では、エジプトのシナイ山と「柳の峰」（Willow Peak）に隣接して建てられた聖カタリナ修道院周辺では、柳の峰を聖書のホレブ山と見なしている。

## 語源
「ホレブ」は太陽を指すように見える輝き/熱を意味すると考えられていて、「シナイ」は古代メソポタミアの宗教の月の神であるシンの名前に由来している可能性があるので、シナイとホレブはそれぞれ月と太陽の山と考えられるとする人もいる。

## 他の預言者も
他の預言者のエリヤ（列王記 一 19:1-18）、エリシャ（列王記 二 3:1ー8:15、13:14－21）へも、ホレブ山でヤハウェが現れている。

## 参照項目
- モーセの十戒
- シナイ山